# Trinità
Pour les articles homonymes, voir Trinita.
Trinità (en français Trinité) est une commune italienne de la province de Coni, dans la région Piémont.

## Histoire
Le 23 juillet 1944, vers la fin de la seconde Guerre mondiale, le village est incendié par les Allemands. Un odonyme local (« Via 23 Luglio 1944 ») rappelle cet événement.

## Administration
| Période                                  | Période | Identité | Étiquette | Qualité |
| ---------------------------------------- | ------- | -------- | --------- | ------- |
|                                          |         |          |           |         |
| Les données manquantes sont à compléter. |         |          |           |         |

### Communes limitrophes
Bene Vagienna, Fossano, Magliano Alpi, Sant'Albano Stura

## Personnages
- Les Jumelles Nete